# Maria del Mar Arnús de Urruela
Maria del Mar Arnús de Urruela (Badalona, 5 de juliol de 1945) és una historiadora i crítica d'art catalana.

## Biografia
Va néixer a Badalona el 5 de juliol de 1945, filla d'Alberto Arnús i de Moraleda i de Mercedes de Urruela i Sanllehy. És rebesneta dels banquers Evarist Arnús i Manuel Girona, i besneta de Domènec Sanllehy, alcalde de Barcelona entre 1906 i 1908. Durant la seva vida ha residit habitualment a Barcelona, tret dels mesos d'estiu, que es desplaça fins a la vila de Comillas, a Cantàbria. Es va casar el 19 de juliol de 1966 amb Francisco de Sert i Welsch (a la Torre Arnús, a Badalona), que posteriorment va esdevenir comte de Sert, amb qui ha tingut tres fills.

### Trajectòria professional
És llicenciada en Història de l'Art per la Universitat de Barcelona. Exerceix com a crítica d'art, i com a tal és membre de l'Associació Catalana de Crítics d'Art (ACCA) i de l'Associació Internacional de Crítics d'Art (AICA). A més, és investigadora i divulgadora de l'art; amb la seva tasca s'han posat en valor diversos pintors i arquitectes moderns i contemporanis, d'entre els quals destaca la figura del pintor Josep Maria Sert i Badia. Durant la seva carrera professional, ha comissariat nombroses exposicions d'artistes catalans per a museus i centres d'art; en són exemples les següents:
- «Nicolau M. Rubió i Tudurí. El jardí, obra d'art» (Fundació La Caixa, Palau Macaya, Barcelona, 1985).
- «Art català: segle xix. Col·lecció G. B. H.» (Palau Robert, Barcelona, 1986).
- «Antoni Gaudí i els seus contemporanis» (Museu Cooper-Hewytt, Nova York, 1987; Museu de Nagoya, Japó, 1989).
- «Josep M. Sert. La pintura como espacio transfigurado» (Ministeri de Cultura, Madrid i Barcelona, 1987).
- «Lluís Marsans. Del concepte a la representació» (Palau de la Virreina, Barcelona, 1995).
- «El Modernisme en Comillas» (Conselleria de Cultura de Cantàbria, Comillas, 2005).
- «J. M. Sert. L'Arxiu fotogràfic del model» (Arts Santa Mònica, Barcelona; Museu San Telmo, Sant Sebastià; Museu Nacional d'Escultura, Valladolid, 2011-2013).

Ha col·laborat en l'àmbit de la investigació i la selecció del material de l'exposició «Thesaurus» per a La Caixa (1985) i de la col·lecció «Hotel Arts» (Barcelona, 1991-1992). Així mateix, amb els arquitectes Oriol Bohigas i Federico Correa, els seminaris «El Modernisme: Comillas, Barcelona, Viena» (1990) i «Arquitectura i el seu entorn» (1997) a la Universitat Internacional Menéndez Pelayo de Santander. És destacable la seva tasca a la població de Comillas, on ha dut a terme exposicions, la recuperació d'espais emblemàtics i on ha destacat la tasca d'Antonio López y López, que la va convertir en una vila modernista. També és autora d'alguns documentals com: A la recerca del jardí de la llatinitat (Barcelona, Fundació La Caixa, 1985); El Pavelló de la República Espanyola (Oviedo i Barcelona, 1992); En Comillas (Barcelona, Fundació La Caixa, 2005); «La dragona de Shangai» (La Vanguardia. Cultura/s, Barcelona, 2010); i «El laberinto de la memoria» (La Vanguardia. Cultura/s, Barcelona, 2011), de la ponència: «Intervenir en Gaudí: el desastrós exemple de la Sagrada Família», pronunciada al Centre d'Estudis Gaudinistes (1995); i del seminari «Eivissa, punt de confluència», sobre l'obra de l'arquitecte Josep Lluís Sert (Fundació Miró, Palma, 2002), amb motiu del seu centenari. També ha escrit el manifest «Gaudí en alerta roja» (Barcelona, FAD, 2008) i publicat l'assaig Comillas, preludio de la modernidad (Barcelona, Triangle, 2000).
Sempre ha buscat amb afany salvaguardar el patrimoni artístic, de respectar els drets d'autor dels artistes i defensar les obres dels arquitectes de l'especulació immobiliària; en aquesta línia, ha estat impulsora de la reconstrucció del Pavelló de la República a París, de l'any 1937, com a Centre Cultural de l'Àrea Olímpica a la Vall d'Hebron (Barcelona, 1992), i és membre de les plataformes Disbarat a la Colònia Güell (2002) i La Rotonda (2011).